# 演景
演示场景简称演景（英語：Demoscene），是一种计算机艺术亚文化，以制作包含音乐与实时渲染的画面的包兼视听效果的演示程序来表现制作者的艺术、音乐及编程技能。 演景最早出现在8位计算机时代的Commodore 64、ZX Spectrum、Atari 800和Amstrad CPC, 而在16/32位家用电脑(主要是Amiga或Atari ST)的崛起过程中愈显突出. 早年, 演示与软件破解有着很大的联系: 一个已破解的软件在开始运行时, 其会展示一个有关破解者或者他的团队的视频绍介(Crack intro, 略称cracktro或intro) ; 仅一两年后, 绍介和独立演示的制作衍生成为一种新鲜的亚文化: 软件(盗版)演示.